# سوکولنگکی (شهرستان گنگزنو)
سوکولنگکی (به لهستانی:  Sokolniki) یک روستا در لهستان است که در گمینا میلشن واقع شده‌است.